# Glassverket IF
Glassverket Idrettsforening ist ein norwegischer Handballverein aus Drammen. Die erste Damenmannschaft spielte mehrere Spielzeiten in der norwegischen Eliteserien.

## Geschichte
Glassverket Idrettsforening (Glassverket IF) wurde am 11. Februar 1911 gegründet. Der Verein beherbergt die Sparten Ski, Handball, Fußball und Sportschule.
Die Handballsparte wurde 1961 gegründet. 1974 feierte die Feldhandballmannschaft von Glassverket IF mit dem Gewinn der Norgesmesterskap, der norwegische Pokalwettbewerb, seinen ersten Erfolg. Sieben Jahre später wurde dieser Erfolg wiederholt, jedoch im Hallenhandball. Nachdem der Verein in den 1980er-Jahren in der höchsten norwegischen Spielklasse gespielt hatte, trat der Verein ab den 1990er-Jahren überwiegend in der drittklassigen 2. divisjon sowie in der viertklassigen 3. divisjon an.
Im Jahre 2010 stieg Glassverket in die zweitklassige 1. divisjon und schließlich zwei Jahre später in die Eliteserien auf. Im Jahre 2015 belegte Glassverket, hinter den Rekordmeister Larvik HK, den zweiten Platz in der Eliteserien. In den drei darauffolgenden Jahren nahm Glassverket an europäische Pokalwettbewerbe teil. In der Saison 2016/17 geriet der Verein in finanziellen Schwierigkeiten, sodass die komplette Mannschaft und Trainer am Saisonende entlassen wurden, um Personalkosten zu sparen. Die neuformierte Mannschaft belegte am Saisonende 2017/18 den letzten Platz in der Eliteserien und stieg in die 1. divisjon ab. Schon kurz nach Saisonende entschied der Verein aus finanziellen Gründen nicht in der 1. divisjon anzutreten und startete anschließend in der 3. divisjon. Zur Saison 2022/23 wurde die Lizenz für die 1. divisjon von Reistad IL auf Glassverket IF übertragen.

## Bekannte ehemalige Spieler und Spielerinnen
- Kari Brattset
- Veronica Kristiansen
- Jan-Richard Lislerud Hansen
- Heidi Tjugum